# سارة فوكس
سارة فوكس (بالإنجليزية: Sarah Fox)‏ هي مؤدية ومغنية ومغنية أوبرا بريطانية، ولدت في 19 سبتمبر 1973 في Giggleswick ‏ في المملكة المتحدة.

## وصلات خارجية
- سارة فوكس على موقع ميوزك برينز (الإنجليزية)
- سارة فوكس على موقع أول ميوزيك (الإنجليزية)
- سارة فوكس على موقع ديسكوغز (الإنجليزية)